# Spýros Pavlídis
Spýros Pavlídis (grec moderne : Σπύρος Παυλίδης), né le 19 septembre 1972, est un pilote de rallye chypriote.

## Biographie
Spýros Pavlídis commence sa carrière automobile en 2004 par le 5ème Troodos Rally sur une Subaru Impreza STi N10.  Il termine ce dernier à la 8ème place au classement général.
Il prend part à 30 départs (dont 20 en Championnat du Monde, 1 en MERC et 8 en Championnat de Chypre) pour 11 abandons.
Actuellement, il a fait son dernier rallye en 2012, le 58ème Acropolis Rally, sur une Ford Fiesta RS WRC. Il rejoint l'arrivée de ce dernier à la 12ème place au classement général.